# San Donato Milanese
San Donato Milanese (bis 1862 einfach San Donato) ist eine Gemeinde mit 32.221 Einwohnern (Stand 31. Dezember 2023) in der Metropolitanstadt Mailand, Region Lombardei.
Die Nachbarorte von San Donato Milanese sind Mailand, Peschiera Borromeo, Mediglia, San Giuliano Milanese, Opera und Locate di Triulzi.

## Demografie
San Donato Milanese zählt 13.731 Privathaushalte. Zwischen 1991 und 2001 stieg die Einwohnerzahl von 31.331 auf 32.354. Dies entspricht einer prozentualen Zunahme von 3,3 %.

## Wirtschaft
In der Ortschaft haben mehrere Unternehmen Zweigstellen bzw. Niederlassungen. Insgesamt sind 8 Tochterunternehmen bzw. ehemalige Tochterunternehmen des italienischen Energiekonzerns Eni in der Stadt vertreten, darunter:
- Saipem
- Snam
- Syndial
- EniPower

Ebenfalls vertreten sind u. a. folgende Unternehmen:
- BMW Italia und BMW Milano
- Metro Italia
- LG Electronics
- Fujifilm Italia
- Canon Italia

Einige weitere italienische Konzerne haben ihren Sitz ebenfalls in der Gemeinde. Die zahlreiche Präsenz von Großkonzernen erklärt sich durch die Lage der Ortschaft. Mailand, das Zentrum Italiens, was Wirtschaft, Mode, Design und Medien betrifft ist lediglich 10 Kilometer weit entfernt.

## Söhne und Töchter der Stadt
- Angelo Anquilletti (1943–2015), Fußballspieler
- Roberto Bergamaschi (* 1954), katholischer Ordensgeistlicher, Bischof und Apostolischer Vikar von Gambella in Äthiopien
- Giuseppe Chiappella (1924–2009), Fußballspieler und -trainer

## Galerie

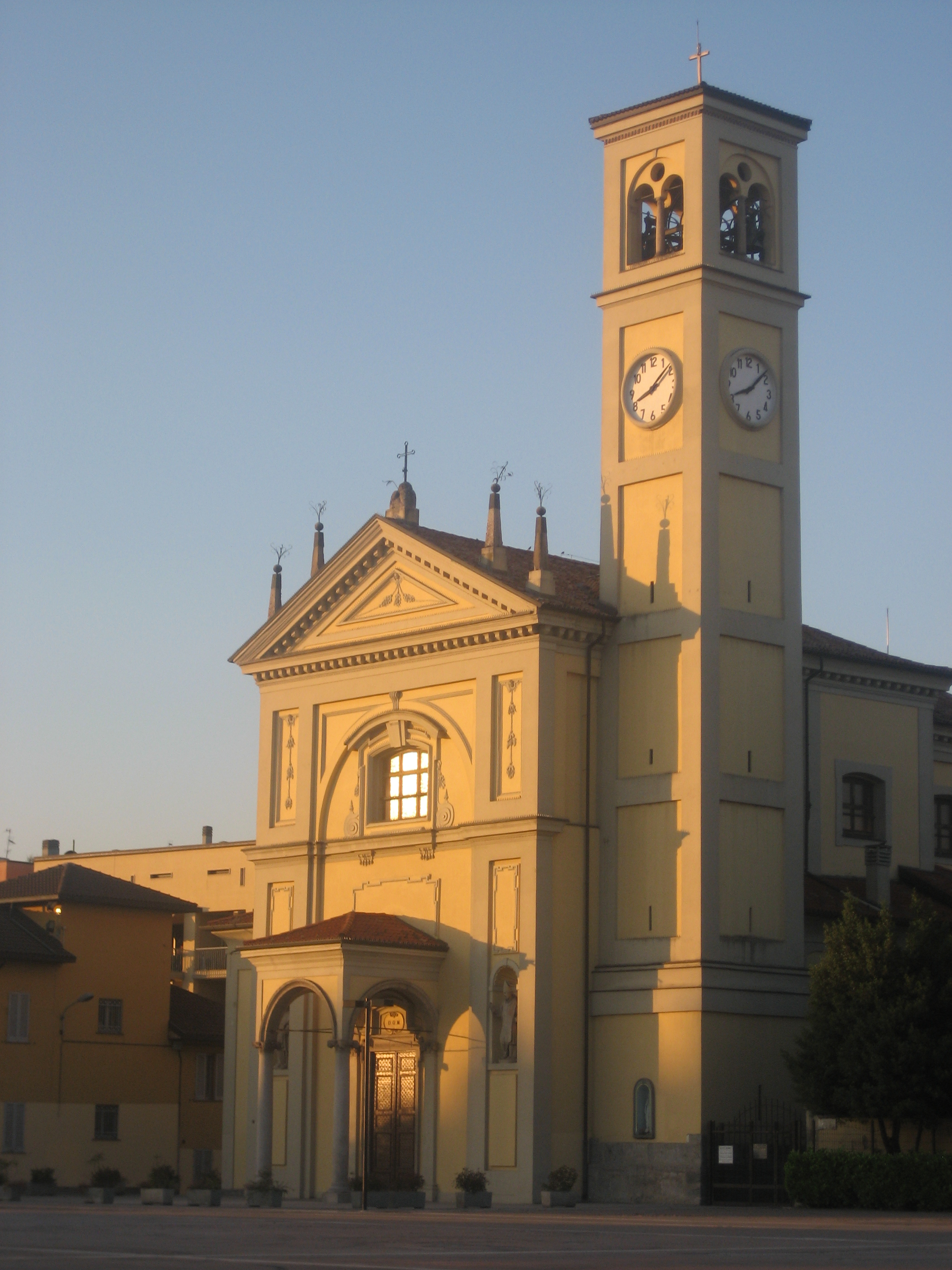
Chiesa di Piazza della Pieve
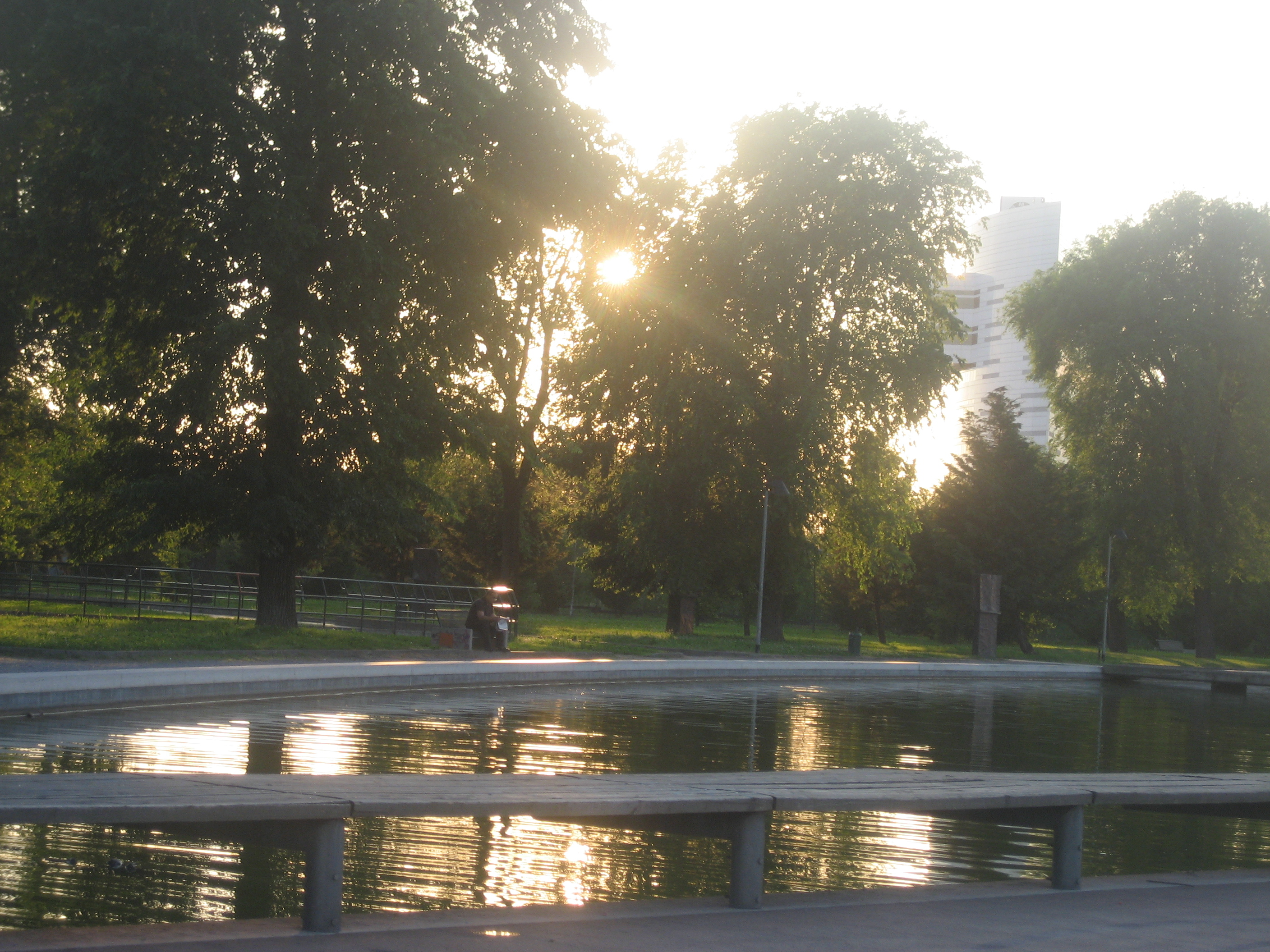
Parco della Pieve
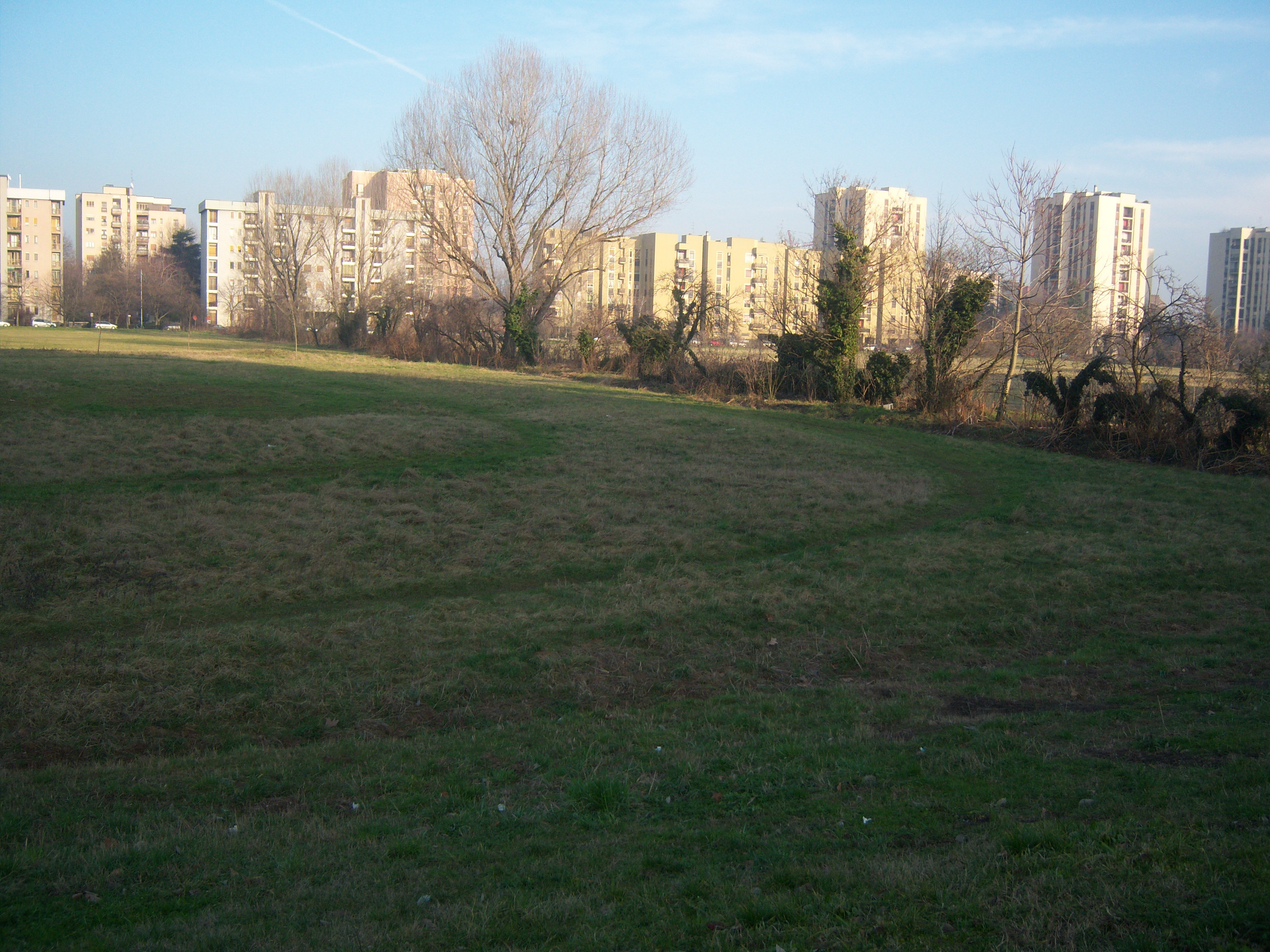
Luogo in cui sorgerà il futuro centro cittadino e la nuova biblioteca